# Siège d'Ajaccio
Cent-Jours
Batailles
Batailles des Cents-Jours
Campagne du duc d'Angoulême
- Ajaccio
- Bonifacio
- Montélimar
- Loriol

Campagne de Belgique
- Ligny
- Quatre-Bras
- Waterloo
- Wavre

Campagne de France de 1815
- Maubeuge
- Huningue
- La Souffel
- Vélizy
- Rocquencourt
- Sèvres
- Issy

Guerre napolitaine
- Panaro
- Ferrare
- Occhiobello
- Carpi
- Casaglia
- Ronco
- Cesenatico
- Pesaro
- Scapezzano
- Tolentino
- Ancône
- Castel di Sangro
- San Germano
- Gaète

Guerre de Vendée et Chouannerie de 1815
- Les Échaubrognes
- L'Aiguillon
- Aizenay
- Sainte-Anne-d'Auray
- Cossé
- Saint-Gilles-sur-Vie
- Redon
- Les Mathes
- Muzillac
- Rocheservière
- Thouars
- Auray
- Châteauneuf-du-Faou
- Guérande
- Fort-la-Latte

Le siège d'Ajaccio, qui se déroule du 3 mars au 26 avril 1815, oppose un corps favorable à l'empereur Napoléon Ier à la garnison de la ville restée fidèle au roi Louis XVIII.

## Contexte
Des émissaires de Napoléon Ier, partis de l'île d'Elbe pour soulever la Corse en sa faveur, y débarquèrent le 3 mars 1815.
Ils avaient pour instruction de former une junte insurrectionnelle à Corte.

## Déroulement
Des montagnards de Fiumorbo et du Liamone se réunirent à eux, au nombre de trois à quatre mille, avec des armes et des provisions.
Ils furent généralement assez bien accueillis. Mais la ville natale de Napoléon leur opposa une longue résistance.
Cette place était défendue par 500 hommes du 14e régiment d'infanterie légère aux ordres du colonel Stieler et par un détachement d'artillerie et 60 gendarmes.
La garnison fit plusieurs sorties pour repousser les insurgés qui menaçaient la ville d'un assaut, en y préludant des fusillades et par des attaques partielles.
Ce fut seulement le 26 avril que la garnison cessa de défendre les couleurs du roi, après 56 jours de combats continuels.

## Siège de Bonifacio
La ville de Bonifacio fut défendue avec la même persévérance par un détachement de deux cents hommes du 14e régiment d'infanterie légère, sous les ordres du capitaine Méant, et se défendit également jusqu'au 26 avril.